# Correio militar

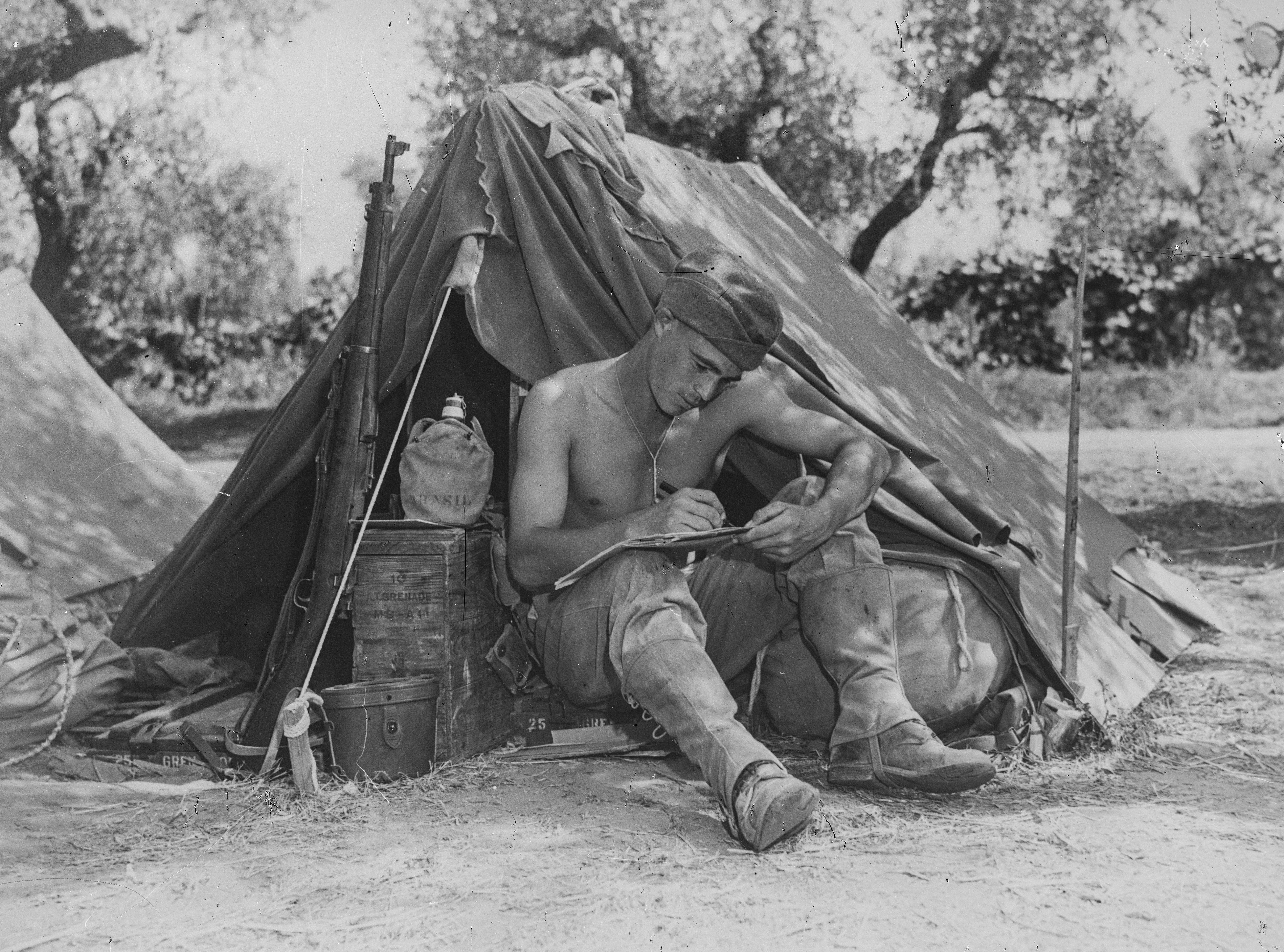
Um soldado brasileiro escrevendo uma carta para a família, enquanto servia na Itália com a Força Expedicionária Brasileira, na Segunda Guerra Mundial.

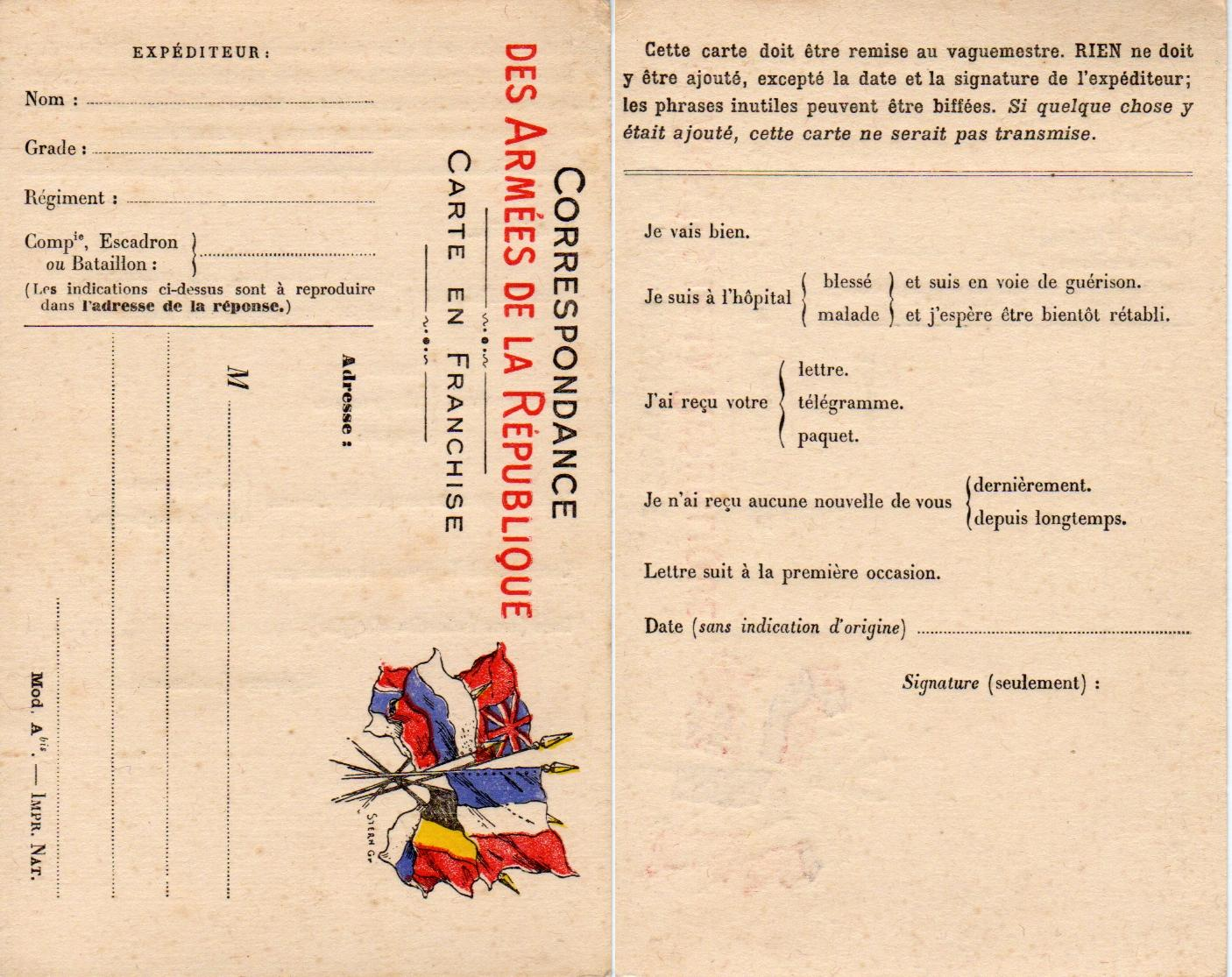
Carta oficial de correio militar usado durante a Primeira Guerra Mundial (1914-1918).

O correio militar é um método de postagem de correio que existe há muito tempo, para permitir que soldados e marinheiros distantes de suas casas se correspondam, dependendo do caso, a um preço baixo ou gratuitamente. Deve ser cuidadosamente distinguida do correio de serviço postal comum, este geralmente atribuída aos serviços públicos, incluindo o do exército, para permitir que operem.

## Correio militar

### Correio militar em tempo de guerra

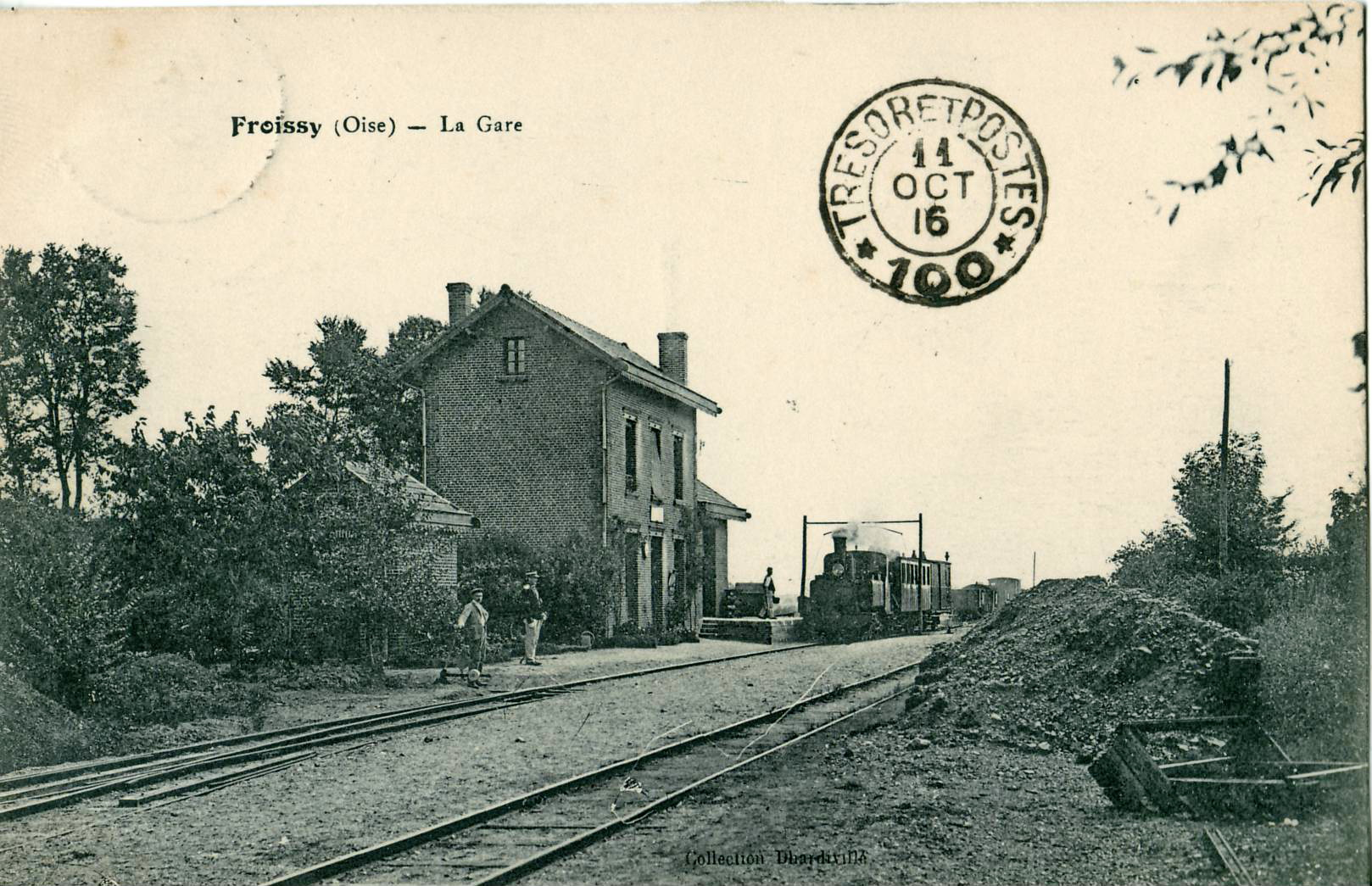
Marca de cancelamento do correio militar pelo Tesouro e Correios franceses, afixado em um cartão postal durante a Primeira Guerra Mundial.

O direito de correio militar completo foi concedido aos soldados e marinheiros franceses em tempos de guerra, ou em campanhas conduzidas em tempos de paz, para todas as cartas simples; durante as grandes guerras:
- Em 1870 e 1871, os soldados indicavam à mão sua formação militar, e suas cartas às vezes também recebiam um carimbo militar e/ou um carimbo retangular "PP";
- Em 1914-1919, soldados e marinheiros enviavam suas cartas sem limitação, com a simples nota manuscrita "Correio militar" (em francês:  Franchise militaire) ou "F.M.", desde que houvesse um carimbo de sua formação, ou do posto naval ou militar ("Tesouro e Correios”) corrobora, em cada dobra, seu direito ao correio.

Da mesma forma, os soldados britânicos em 1914-1919 desfrutaram de total liberdade ao escrever a sigla "O.H.M.S." (On Her Majesty's Service) ou "O.A.S." (On Army service).
- Durante 1939-45, foi o mesmo, mas nos carimbos militares franceses a inscrição "Correio nas Forças Armadas" (em francês:  Poste aux Armées) substituiu a menção "Tesouro e Correios" (em francês:  Trésor et postes). Durante o mesmo conflito, soldados alemães também se correspondiam gratuitamente, escrevendo a palavra "Correio de campanha" (em alemão:  Feldpost).

- Durante esses dois últimos conflitos, prisioneiros de guerra de ambos os lados e suas famílias também puderam se beneficiar da entrega postal gratuita de cartas simples. Mas não era o mesmo para os internados civis, assim como em 1940-45 para os presos políticos ou deportados, que tinham que franquear sua correspondência, quando eram autorizados a enviá-la (o que, nos campos nazistas, era em princípio proibido aos deportados judeus) .

- O correio militar também foi concedido para correspondência enviada e recebida por soldados e marinheiros durante os conflitos do século XX (Indochina, Argélia e Guerra do Golfo). Além disso, o correio também foi concedido a militares que participaram de diversas operações externas, como as Operações Oryx na Somália ou Turquoise em Ruanda.

### Correio militar durante as campanhas coloniais
Durante as intervenções coloniais, envelopes militares também circularam com isenção total de impostos, desde que, novamente, tivessem um selo militar apropriado certificando esse status de isenção de impostos:
- durante a campanha da Tunísia de 1881 a 1883.
- durante as campanhas do Tonquim, Anam e Kouang-Tchéou, de 1883 a 1904.
- durante as campanhas do Madagascar, de 1885 a 1890, depois de 1895 a 1904, etc.
- durante a campanha da China (Guerra dos Boxers) de 1900 a 1903.
- durante operações no Sudão e na Costa do Marfim.
- durante as operações saarianas ou nas fronteiras argelina-marroquinas (Oásis saarianas e tropas de Tidikelt) de 1900 a 1905.
- durante operações no Congo e no Chade.
- para tropas estacionadas na Alemanha e em territórios plebiscitários após 1919.
- para as tropas que completaram a conquista do Saara, depois de 1930.
- para tropas que lutaram no Extremo Oriente e em Madagascar, a partir de 1946.
- para as tropas envolvidas na Guerra da Argélia, de 1959 a 1964.

## Correio militar através do uso de selos especiais na França
Além disso, os soldados franceses se beneficiavam, em tempo de paz, em virtude da lei de 29 de dezembro de 1900, de uma correspondência total de 2 ou 4 cartas por mês, dependendo do período, e recebiam selos de correio militar para esse fim. Em princípio, para serem validamente utilizadas, estas devem ser acompanhadas na carta por um carimbo do intendente. Soldados franceses a bordo ou estacionados nas colônias também se beneficiaram, em tempos de paz, do uso de selos FM, o que significa pode-se encontrá-los com marcas de cancelamentos marítimos ou coloniais.

### Selos franceses sobreimpressos "FM"

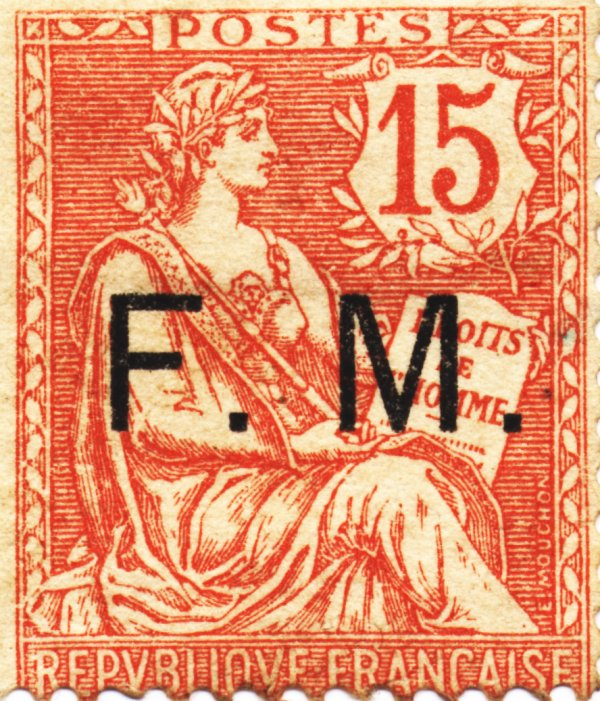
15c Mouchon (cartucho recortado) sobreimpresso F.M.

Inicialmente, os selos de correio militar eram obtidos por sobreimpressão "FM" de selos em utilização:
- 15c Mouchon, com cartucho de valor quadrado (junho de 1901)
- Mouchon de 15c, com cartucho de valor recortado (abril de 1903)
- 15c Semeador de linha (julho de 1904)
- 10c Semeador de linha (julho de 1906)
- 10c Semeador de camafeus (agosto de 1907)
- 50c Semeador de linha (julho de 1929)
- 50c Paz (junho de 1933)
- 65c Paz (novembro de 1937)
- 90c Paz (1939)

O 90c Paz sobrecarregado com "F.M." é muito raro em  cartas:
- De fato, sua emissão precedeu a declaração de guerra em agosto de 1939 e rapidamente deixou de ser usado.
- Posteriormente, reapareceu, após o armistício, na zona não-ocupada, nas cartas dos Chantiers de Jeunesse e, após a ocupação de toda a França e a dissolução do exército do armistício, em novembro de 1942, no correio da guarda do Marechal Pétain, chamado de "Primeiro Batalhão da França".
- Após a guerra e o restabelecimento do serviço militar, os recrutas convocados dos novos contingentes foram, por sua vez, distribuídos em 90c "F.M.". Eles os usaram em 1946 e 1947.
- Um "F" sobreimpresso de 90c Paz foi adicionado aos selos acima em 1939, para uso dos refugiados espanhóis. Não é, estritamente falando, um selo militar (já que seus usuários poderiam ser civis ou refugiados militares espanhóis). No entanto, ele pode ser comparado aos selos F.M. porque estava sujeito às mesmas regras (selo do chefe dos correios) e era usado em parte pelos muitos refugiados engajados nas unidades de trabalhadores do exército francês ou em unidades de voluntários estrangeiros. Este selo é muito procurado em cartas, especialmente do Norte da África.

### Os selos "FM" para tipos específicos
A partir de 1947, os selos do correio militar foram impressos em tipos especiais, sem valor facial:
- Símbolo interarmas verde (junho de 1946)
- Símbolo interarmasvermelho (outubro de 1946)
- Bandeira francesa (julho de 1964)

Em 1970, podía-se encontrar o selo FM Bandeira sobrecarregada localmente com um "pequena âncora vermelha em um círculo", para permitir que os marinheiros em licença na região de Paris pudessem enviar suas correspondências para qualquer lugar, sem precisar ir a um estabelecimento militar ou naval para enviar cada carta. Sabe-se que este selo, catalogado no especial Yvert de 1982 e no novo catálogo Maury de 2009 sob o n°13a, foi cancelado de agosto a outubro de 1970 na Paris-Naval ou em várias agências de correio parisienses. Este selo chamado "prévaguemestré" é muito raro nas cartas e praticamente impossível de encontrar novo.
Além disso, selos postais de correio para pacotes militares surgiram em 1951, para uso de famílias que escreviam para militares. Existem 5 tipos muito semelhantes, para encomendas endereçadas a soldados na França continental ou na Argélia, e dois especiais, com caracteres vermelhos, para encomendas enviadas por via aérea para o Pacífico.

### A remoção de selos "FM"
Os selos do correio militar foram oficialmente abolidos a partir de 1º de julho de 1972:
- Nos meses que antecederam esta supressão, um estoque de selos vermelhos antigos foi recuperado e sobreimpresso com um carimbo manual "1972" em preto. Este selo, catalogado no especial Yvert de 1982 e no novo catálogo Maury de 2009 com o n°12a, foi tolerado pelos correios. Ele também é procurado por meio de cartas, com carimbo postal de Paris-Armées 01, ou de algumas repartições civis em Hauts-de-Seine-Sud.
- Por outro lado, os selos “F.M.” cancelados nas cartas no seu último dia oficial de uso, ou seja, 30 de junho de 1972, provaram ser raros.

### Usos especiais de selos de correio militar

#### Cancelamentos especiais em selos "FM"
Os selos "FM" eram usados por soldados e marinheiros nas colônias, ou a bordo de navios militares. Por isso, podem ser encontrados em cartas com as mais variadas obturações postais coloniais ou navais. Os selos FM também existem, obliterados por marcas de itinerantes ou transportadores. Embora, em princípio, não sejam válidos para correspondências destinadas a países estrangeiros, eles podem apresentar cancelamentos estrangeiros, principalmente quando usados em cartões de resposta internacionais devolvidos do exterior.

#### Postagem mista com selos "FM" ou "F"
Esses selos também podem ser encontrados incluídos em postagem mista, em dois casos:
1. Em caso de portes adicionais para serviços adicionais (cartas registadas ou aéreas)
2. Em caso de portes adicionais devido a uma alteração de preço, por exemplo quando o custo da carta muda:
  - a 65c (50cF.M.+15c),
  - a 90c (65c FM + 15c)
  - e a 1F (90c FM ou F + 10c).

Estas últimas adições não foram necessárias, pois somente seus caracteres contavam nestes selos de correio: "FM" ou "F", e não seu antigo valor nominal. Mas essas emancipações mistas, inúteis, mas espontâneas, são, ainda assim, muito procuradas.

## Selos militares em outros países

### Alemanha
As práticas de correio militar eram amplamente difundidas na Alemanha, geralmente na forma de notas manuscritas "correio de campanha".
O Terceiro Reich também emitiu selos de correio militar.
Eles eram reservados para trabalhos especializados: correio aéreo e encomendas postais . Dois selos foram emitidos para esse propósito em 1942.

Em 1944, um selo padrão com a imagem de Adolf Hitler foi cobrado para encomendas com peso inferior a 2 quilos.

### Reino Unido

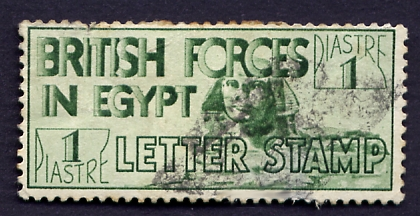
Selo usado pelas tropas inglesas no Egito.

O Reino Unido também emitiu selos adaptados para tempos de conflito. Por exemplo, as tropas britânicas em missão no Egito (e as suas famílias) entre 1932 e 1936 puderam utilizar selos a uma taxa reduzida para a sua correspondência. Não é um correio total, mas o princípio é muito próximo.

### Índia
Baseado em grande parte no sistema seguido pelo Exército da Índia Britânica no século XIX, o exército indiano fornecia os serviços do Corpo de Serviços Postais do Exército Indiano, que gerencia as correspondências para as três forças de defesa (Exército, Marinha e Força Aérea). O Corpo, no entanto, fazia parte do Exército Indiano e era composto por voluntários do Serviço Postal Indiano.
A correspondência escrita aos soldados no aviso de campo não contém seu endereço postal regular, mas seu número, nome e nome da unidade terminam com um sufixo - "c/o A.P.O." [em outras palavras, "aos cuidados do (local do) APO", ou seja, "aos cuidados da OPA ou BPA, do Escritório (ou) do Correio do Exército de (tal ou tal local)].
Da mesma forma, os soldados não eram autorizados a enviar e-mails de agências de correio civis regulares, mesmo que sua área de trabalho tenha tais instalações.

### Suíça

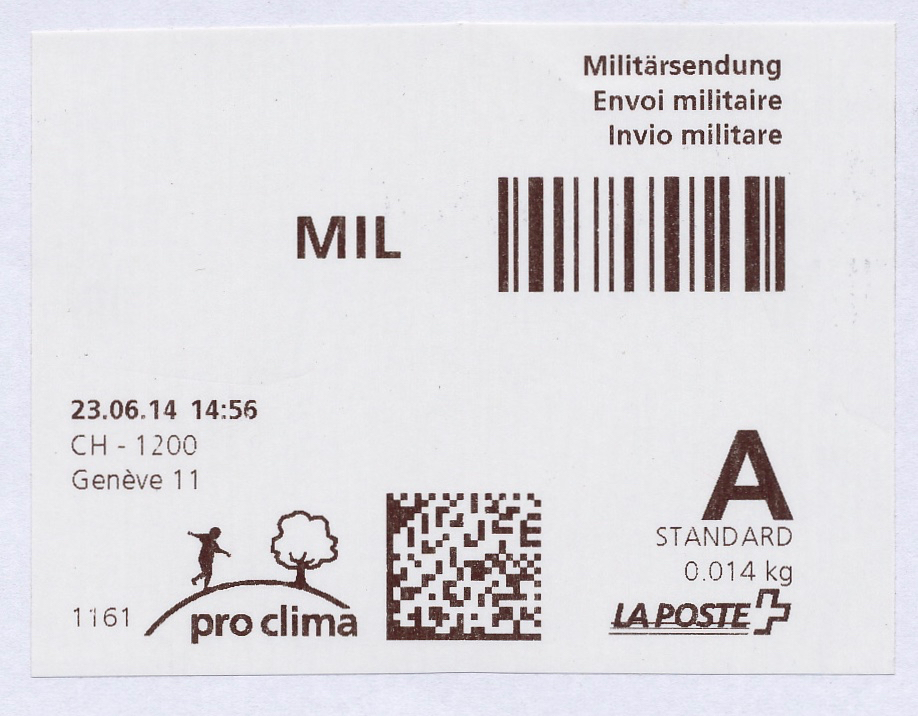
Uma remessa militar sem portes para um membro do exército suíço.

Na Suíça, o envio de correspondência militar sem porte não exige selo; basta indicar um número de rota militar no endereço e indicar no envelope "correio militar" se a correspondência for depositada em uma caixa de correio ou indicá-lo verbalmente se isso for feito no balcão, sendo que os próprios correios acrescentam a nota "correio militar" após o depósito. A unidade militar responsável pela entrega de correspondência dentro do Exército Suíço é o "posto de campanha", abreviado para "PCamp".

## Adesivos e cartões de correio militar

### A invenção de vinhetas e selos de correio militar
- Em 1893 e 1894, um generoso doador tomou a iniciativa de produzir às suas próprias custas duas séries sucessivas de estatuetas de correio militar, com a legenda "Franquicia postal Militar" para as forças espanholas que operavam no Marrocos: Um total de 53 "selos", cada um representando o símbolo de uma arma ou unidade militar. Ele gentilmente os enviou ao governador do presídio de Melilla, que comandava essas forças, para que ele os distribuísse aos seus soldados.
- Estes, na verdade, não tinham necessidade dessas vinhetas, pois bastava que mencionassem à mão em suas cartas seu direito ao sufrágio, para que estas chegassem às suas famílias. Nada os impedia de colar esses adesivos em seus envelopes, mas era a menção manuscrita que os fazia circular. Nem é preciso dizer que o generoso doador não se esqueceu de guardar para si uma quantidade suficiente de séries, para que esse negócio fosse lucrativo para ele.
- Mais tarde, durante a segunda expedição a Madagascar, um empresário não menos generoso de Lyon ofereceu cartas e cartões-postais sem porte postal aos soldados da força expedicionária francesa, e ele também não se esqueceu de manter um estoque deles para vender. Isso lhe permitiu recuperar em grande parte seu belo gesto. Quanto aos soldados franceses, que só precisariam escrever "FM" em seus próprios envelopes para que as mensagens fossem transmitidas, certamente tiveram dificuldade em compreender o interesse dessa operação.

Vale ressaltar que, mais tarde, alguns desses primeiros selos postais militares foram impressos com caneta ou carimbo, para serem usados pelos combatentes do Corpo Expedicionário do Tonquim e Anam.

### Vinhetas e selos de correio militar das duas guerras mundiais
Esses exemplares não foram perdidos:
- Em 1914-18, cartões de isenção de impostos, marcados com "F.M.", alguns oficiais e outros de origem privada, foram disponibilizados aos soldados franceses, sem lhes dar qualquer status de isenção de impostos, já que eles tinham direito a ele em qualquer caso escrevendo "F.M." em qualquer papel de carta. Este sistema de cartas “F.M.” foi retomado em 1939-45, e depois durante a guerra da Argélia, mas de forma mais limitada.
- Em 1940, uma estatueta "F.M." duplo, de cor marrom escuro, representando um soldado de infantaria e com a legenda "Infantaria" nasceu em cadernos. Supostamente destinado aos soldados franceses, que se saíram muito bem sem ele, já que, para se beneficiarem do direito de correio, eles só precisavam escrever as letras "F" e "M" em suas próprias correspondências; na realidade ele era destinado apenas aos bolsos dos colecionadores. Na verdade, praticamente só encontra-se esta estatueta com carimbo postal em um cartão postal especial e com carimbo postal comemorativo. Trata-se, portanto, apenas de uma vinheta decorativa, com um propósito patriótico muito duvidoso, e não de um selo.

Na verdade, seus criadores não tiveram sequer os escrúpulos dos emissores das estatuetas do correio hispano-marroquino, ou das cartas de correio do Madagascar, que pelo menos distribuíram um certo número de cópias para a tropa.
- Em 1941, o sistema melhorou: foram criados os chamados correios militares, com ou sem sobretaxa, para os voluntários da "Legião dos Voluntários Franceses contra o Bolchevismo" (L.V.F.). Entretanto, como soldados da Wehrmacht, esses "colaboradores" já tinham direito à postagem, bastando escrever a palavra "Feldpost" em suas correspondências, confirmado pelo carimbo da unidade ("feldpostnummer"). Então, essas vinhetas supérfluas só eram toleradas nessas cartas às quais não traziam nenhuma correspondência. Melhor ainda, a maioria deles era cobrável, por meio das sobretaxas que lhes eram impostas, e assim nos encontramos no caso sem precedentes de um "correio" cobrável.

### Correios parciais
- J-P. Alexandre, C. Barbey, J-F. Brun, G. Désarnaud et R. Joany, Les tarifs postaux français, 1627-1969, Loisirs et culture, Le Havre, 1982.
- Louis Lenain, La poste aux armées et les relations postales internationales, des origines à 1791, Arles, 1968.

### Correio de Guerra e Correio Militar (dados básicos)
- Yvert et Tellier, Catalogue Spécialisé des timbres de France, Tomes 1 et 2, Amiens, 1975 et 1982.
- Dallay, Catalogue de cotation de timbres de France, Paris, 2006 -2007.

#### Correio de Guerra
- Stéphane Strowski, Les estampilles postales de la grande guerre, Yvert et Tellier, 1918-20, Réédition Sinais, Arthur Maury, Paris, 1976.
- Colonel C. Deloste, et Bertrand Sinais: Publications sur les cachets et oblitérations militaires de 14-18, 39-45 et du temps de paix : Divers ouvrages, de 1968 à 1980.

#### Correio das expedições coloniais
- Charles Ab der Halden et E.H. de Beaufond, Catalogue des marques postales et oblitérations d'Algérie, 1830-1876, Ed. E.H. de Beaufond, Paris, 1949.
- J. Desrousseaux, Le corps expéditionnaire de Chine et les premiers bureaux de l'Indochine (1860-1881), Dact., Paris, 1972.
- J. Desrousseaux, Les corps expéditionnaires français en Indochine et Chine du Sud(1883-1904), Dact., Paris, 1972.